# Geschäftsbesorgungsvertrag
Der Geschäftsbesorgungsvertrag ist, je nach Konzeption, eine besondere Ausprägung des Dienst- oder Werkvertrag gemäß § 611 und § 631 BGB, durch den sich eine Partei gegen Entgelt vertraglich verpflichtet, einer anderen Partei ein Geschäft in deren Interesse zu besorgen, (§ 675 Abs. 1 BGB).
Die Geschäftsbesorgung ist eine selbständige Tätigkeit wirtschaftlicher Art, die – zumindest auch – in fremdem Vermögensinteresse ausgeübt wird und für die der Geschäftsherr ursprünglich selbst Sorge zu tragen hatte. Das Tatbestandsmerkmal selbständig wird von der vorherrschenden Trennungstheorie, die den Begriff Geschäftsbesorgung in § 675 Abs. 1 BGB abweichend zu dem in § 662 BGB (Auftragsgeschäft) definiert, so verstanden, dass dem Geschäftsbesorger Raum für eigenverantwortliche Überlegungen und die entscheidende Willensbildung bleiben muss.
In Abgrenzung zum unentgeltlichen Auftragsgeschäft liegt beim Geschäftsbesorgungsvertrag durch seine dienst- beziehungsweise werkvertraglichen Merkmale ein entgeltlicher gegenseitiger Vertrag vor. Zum reinen Dienst- oder Werkvertrag wird durch die tatbestandliche Betonung des Vermögensbezugs des Handelns des Geschäftsbesorgers zum Auftraggeber der Besorgung abgegrenzt. Soweit weder aus der vertraglichen Vereinbarung noch aus speziellen Vorschriften eine Regelung abgeleitet werden kann, sind die in § 675 Abs. 1 BGB genannten Vorschriften des Auftragsrechts entsprechend anzuwenden. 

## Beispiele für Geschäftsbesorgungsverträge
Beispiele für Geschäftsbesorgungsverträge sind insbesondere (vgl. auch § 1 Abs. 2 Nr. 2, 4-9 HGB a.F.):
- die Bankier- und Geldwechselgeschäfte; im Bereich der Anlageberatung, -vermittlung und -empfehlung;
- Aufträge zum Gebrauchtwagenverkauf;
- die Geschäfte der Kommissionäre (§ 383 HGB), der Spediteure oder der Lagerhalter;
- die Geschäfte der Handelsvertreter oder der Handelsmakler;
- die Verlagsgeschäfte sowie die sonstigen Geschäfte des Buch- oder Kunsthandels;
- die Geschäfte der Druckereien, sofern das Gewerbe nicht handwerksmäßig betrieben wird.
- Daneben sind häufig die Tätigkeiten eines Freiberuflers Geschäftsbesorgungsverträge.